# Adèsmia
Adesmieae és una tribu de plantes fanerògames que pertany a la subfamília Faboideae dins de les lleguminoses. Inclou només un gènere, Adesmia.

## Galeria d'imatges

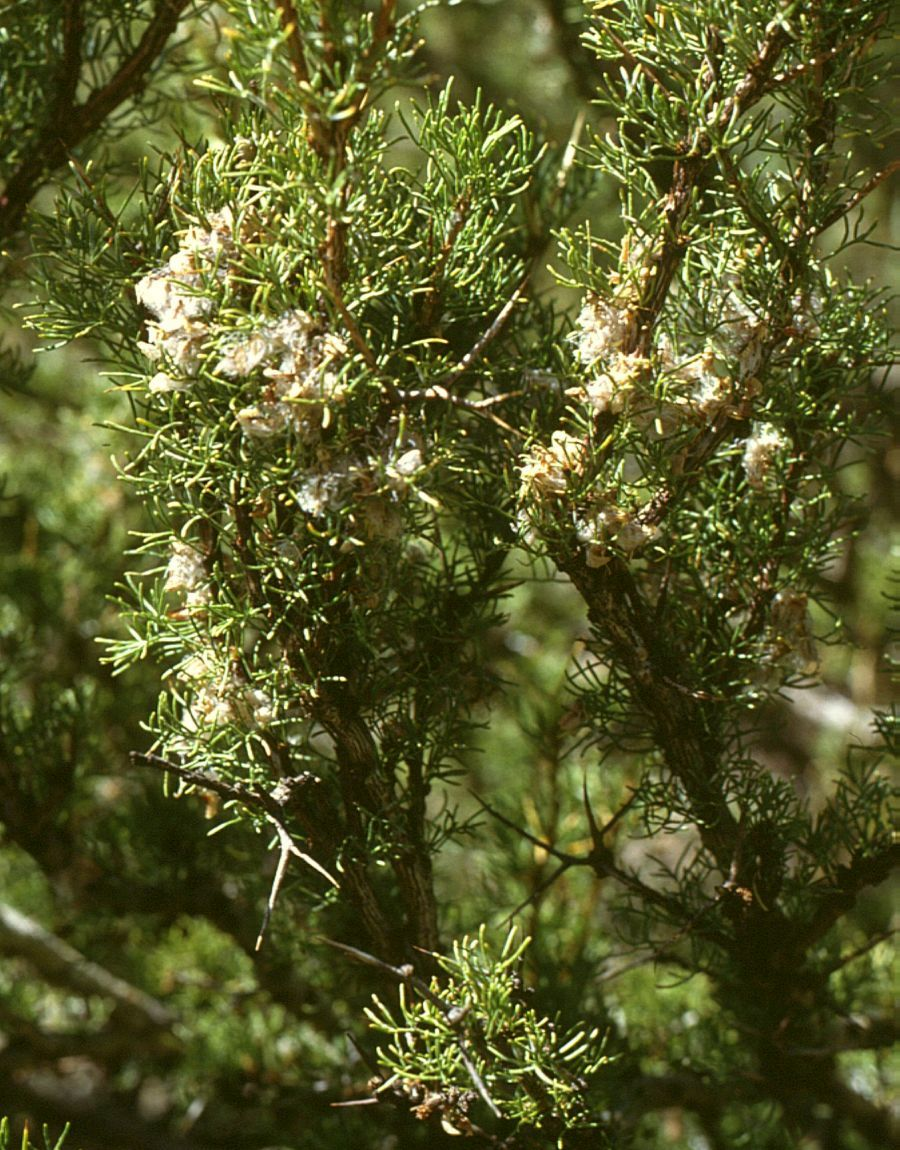
Adesmia pinifolia
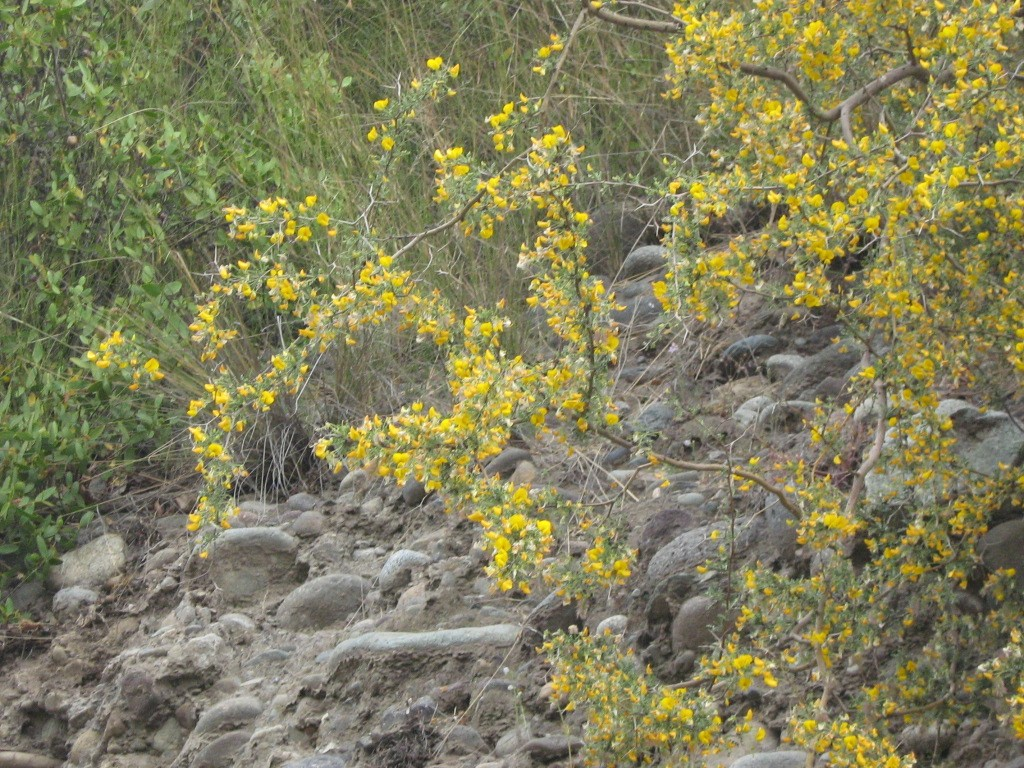
Adesmia microphylla